# Agrypon metallicum
Agrypon metallicum là một loài tò vò trong họ Ichneumonidae.